# Joachim Peiper
Joachim „Jochen” Peiper (Berlin-Wilmersdorf, 1915. január 30. – Traves, Franciaország, 1976. július 13.) a Waffen-SS ezredese (SS-Standartenführer) volt. A háború után a malmedyi mészárlásban játszott szerepe miatt bűnösnek találták, és elítélték. Személyes kapcsolatok fűzték Heinrich Himmlerhez.

## Élete
Peiper tanult polgári családból származott. Apja Sziléziában született és az első világháborúban századosként szolgált az akkori Német Délnyugat-Afrikában és Törökországban. Tizenhét évesen döntött a katonai pálya mellett. 1933 elején belépett a Hitlerjugendbe, októberben pedig csatlakozott az SS-hez.
1934-ben kezdeményezte felvételét az SS tiszti iskolába, ahová fel is vették (braunschweigi Junkerschule). 1936-ban szakaszvezetőnek nevezték ki, és hadnaggyá léptették elő (SS-Untersturmführer), ezzel végleg elkötelezve magát a Leibstandarte Adolf Hitlerhez. 1938. március 1-jén belépett az NSDAP-ba (5508134-es tagszámmal). 1938-ban felvették Heinrich Himmler személyi stábjába, majd 1939-ben első adjutánsává léptették elő. Itt ismerte meg későbbi feleségét, aki Himmler egyik titkárnője volt.
1940-ben saját kérésére frontszolgálatra helyzeték át a Leibstandartéhoz. A franciaországi hadjáratban századparancsnokként több bevetésen is vett részt, megkapta az I. és II. osztályú vaskeresztet, és századossá léptették elő (SS-Hauptsturmführer). Júliusban visszatért Himmler személyi stábjába, ahol augusztusig maradt, majd ismét csatlakozott a Leibstandartéhoz. A keleti hadjáratban többször megsebesült. Harkov visszafoglalásában és a Belgorod környéki harcokban mutatott hősiességéért kiérdemelte a Lovagkeresztet és a Német Aranykeresztet, valamit előléptették őrnaggyá (SS-Sturmbannführer).
Az 1943-as kurszki csatában páncélgránátos zászlóalj-parancsnokként vett részt, ahol addigi kitüntetései mellé a Közelharc jelvényt is megkapta. Ezek után alakulatával együtt Olaszországba küldték, ahol a Piemontban állomásozó Leibstandarte zászlóalj parancsnoka lett. Olaszország szeptemberi átállása következtében egységével elfoglalta Boves városát, és lefegyverezte az ottani olasz katonákat. Novemberben ismét a keleti frontra vezényelték, ekkor már páncélosezred parancsnoki beosztásban. A Zsitomir környéki harcokban mutatott teljesítményéért Lovagkeresztjéhez megkapta a tölgyfalombokat.
A szövetségesek 1944. június 6-ai partraszállása után Normandiában harcolt, ahol Caen mellett súlyos sebesülést szenvedett, de a decemberi ardenneki offenzívában már ő vezette az 1. SS-páncélosezredet. A támadás során Peiperék egészen Stavelot-ig nyomultak előre, ott azonban az elégtelen üzemanyag-ellátás miatt meg kellett állniuk, majd visszavonulniuk. Hamarosan tölgyfalombos Lovagkeresztjéhez megkapta a kardokat is. Az offenzíva során egysége Malmedy közelében nyolcvannégy amerikai hadifoglyot lőtt le, s a háború végén ezért állították bíróság elé.
Harccsoportja Magyarországon vívott harcai után végül Ausztriában, az Enns folyónál esett amerikai fogságba 1945. május 10-én.
A háború után a bíróság kötél általi halálra ítélte, amelyet később – perdöntő bizonyíték hiányában – életfogytiglani szabadságvesztésre mérsékelt. Végül 1956-ban szabadon engedték. Hamarosan a Porschénél, majd a Volkswagennél talált magának munkát. 1970-ben Franciaországban, Traves-ban telepedett le, és fordítóként kereste kenyerét. Amikor azonban egy francia kommunista lap nyilvánosságra hozta Peiper ott tartózkodását, számos halálos fenyegetést kapott. Ezért beteg feleségét hazaküldte, és kutyájával, valamint egy puskával felkészült a várható atrocitásokra. 1976. július 13-ának 14-ére virradó éjszakáján ismeretlenek rágyújtották a házát, ahol bennégett, de halálának pontos körülményei máig tisztázatlanok maradtak.

## SS rangjainak kronológiája
- SS-Anwärter (jelölt): 1933. október 16.
- SS-Mann (tag): 1934. január 23.
- SS-Sturmmann (közlegény): 1934. szeptember 7.
- SS-Rottenführer (tizedes): 1934. október 10.
- SS-Unterscharführer (szakaszvezető): 1935. március 1.
- SS-Standartenjunker: 1935. szeptember 11.
- SS-Standartenoberjunker: 1936. március 5.
- SS-Untersturmführer (hadnagy): 1936. április 20.
- SS-Obersturmführer (főhadnagy): 1939. január 30.
- SS-Hauptsturmführer (százados): 1940. június 6.
- SS-Sturmbannführer (őrnagy): 1943. január 30.
- SS-Obersturmbannführer (alezredes): 1943. november 11.
- SS-Standartenführer (ezredes): 1945. április 20.

## Fontosabb kitüntetései
- Vaskereszt I. és II. fokozata (1940)
- Lovagkereszt (1943)
- Lovagkereszt tölgyfalombokkal (1944)
- Lovagkereszt kardokkal (1945)
- Német Aranykereszt (1943)
- Gyalogsági rohamjelvény bronz fokozata (1940)
- Közelharc jelvény bronz fokozata (1943)
- Közelharc jelvény ezüst fokozata (1943)